# 华语音乐排行榜
华语音乐排行榜是由上百家华语电台参与的排行榜，分为华语流行榜和华语民歌榜，流行类又分为内地榜和港台榜。

## 榜单大事记
- 华语音乐排行榜于2005年在北京创办[2]。
- 2014年在鸟巢举办第四届颁奖盛典[3]。
- 2017年入驻广东[4]。
- 2018年举行“华语榜寻找城市最美声音”活动[5]。
- 2021年举行《华语音乐排行榜·革命歌曲大家唱》活动[6]。
- 华语音乐排行榜最初由十家地级电台参与，至2022年已经发展到上百家电台，覆盖400多个城市的上亿人群[7]。